# Udinese Calcio 2022-2023
Questa voce raccoglie le informazioni riguardanti l'Udinese Calcio nelle competizioni ufficiali della stagione 2022-2023.

## Stagione
Nella stagione 2022-2023 l'Udinese disputa il 50º campionato di Serie A, il 28ª consecutivo nella massima serie. Dopo la separazione da Gabriele Cioffi, che nella stagione precedente aveva condotto a un discreto 12º posto finale subentrando dalla carica di vice, i friulani scelgono in panchina Andrea Sottil, che ritorna ad Udine dopo diciannove anni.
Dopo un inizio di stagione che parte con una rocambolesca partita contro il Milan, persa per 4-2, i friulani si mettono in carreggiata e raccolgono nove risultati utili, tra cui una vittoria per 4-0 in casa contro la Roma, un'altra vittoria casalinga per 3-1 contro l'Inter e un pareggio per 2-2 contro l'Atalanta; questi risultati contribuiscono addirittura al terzo posto temporaneo alla settima giornata. Questa striscia di vittorie termina però all'undicesimo turno dopo la sconfitta contro il Torino per 2-1, a cui seguono tre pareggi e poi la sconfitta contro il Napoli.
In Coppa Italia, l'Udinese batte ai trentaduesimi la Feralpisalò, ma ai sedicesimi cade contro un sorprendente Monza per 2-3.

## Divise e sponsor
Lo sponsor tecnico per stagione 2022-2023 è Macron
L'Udinese conferma come main sponsor Dacia, come co-sponsor Prestipay S.p.A., come sleeve sponsor (presente sulla manica sinistra della maglia) Prosciutto di San Daniele e come back sponsor Bluenergy.
La prima maglia è a bande verticali bianconere di diverse dimensioni che presentano nel petto un rombo bianco, che ricordano la maglia della stagione 1997-98. Il colletto è a V. La maglia presenta la scritta: I primi bianconeri d'Italia e nel retrocollo: La passione è la nostra Forza
La seconda maglia è di colore gialla, con geometrie embossate e con i dettagli neri. Il colletto è a V. Anche questa maglia presenta la scritta: I primi bianconeri d'Italia e nel retrocollo: La passione è la nostra Forza.
La terza maglia è grigio melange con dettagli arancioni intorno al girocollo e sui bordi manica. Anche questa maglia presenta la scritta: I primi bianconeri d'Italia e nel retrocollo: La passione è la nostra Forza.
| Casa | Trasferta | Terza maglia |
| ---- | --------- | ------------ |

## Organigramma societario
Area direttiva
- Presidente: Franco Soldati
- Vicepresidente: Stefano Campoccia
- Consiglieri: Gino Pozzo, Giuliana Linda Pozzo
- Consigliere e direttore generale: Franco Collavino

Area organizzativa e sportiva
- Stadium Facilities Responsible: Marco Colautti
- Supporter Liaison Officer (SLO): Ennio Iannone
- Osservatore giocatori in prestito: Stefano Fattori
- Responsabile Scouting: Andrea Carnevale
- Team Manager: Antonio Criscuolo

Area amministrativa
- Responsabile amministrazione, finanza, controllo: Alberto Rigotto

Area comunicazione e marketing
- Ufficio stampa e comunicazione: Wordpower srl
- Segreteria: Daniela Baracetti

Area tecnica
- Allenatore: Andrea Sottil
- Vice-allenatore: Gianluca Cristaldi
- Assistenti tecnici: Michele Guadagnino, Ismael Garcia Gomez
- Responsabile area tecnica: Pierpaolo Marino
- Responsabile preparatori atletici: Ignazio Cristian Bella
- Preparatori portieri: Alex Brunner, Sergio Marcon
- Preparatori atletici: Enrico Moro, Francesco Tonizzo, Fernandez Atuan
- Preparatori atletici recupero infortunati: Diego Chapinal, Jesus Lorigados Perez
- Analista: Enrico Iodice

Area sanitaria
- Responsabile Sanitario: Fabio Tenore
- Medico Sociale: Aldo Passelli
- Fisioterapisti: Cristian Contador, Ander Del Campo Gomez, Sanchez Antoine, Alessio Lovisetto, Francesco Fondelli, Pasquale Iuliano
- Nutrizionisti: Antonio Molina, Pedro Estevan Navarro

## Rosa
| N. |                                 | Ruolo | Calciatore          |
| -- | ------------------------------- | ----- | ------------------- |
| 1  | Italia (bandiera)               | P     | Marco Silvestri     |
| 2  | Irlanda (bandiera)              | D     | Festy Ebosele       |
| 3  | Marocco (bandiera)              | D     | Adam Masina         |
| 4  | Slovenia (bandiera)             | C     | Sandi Lovric        |
| 5  | Germania (bandiera)             | C     | Tolgay Arslan       |
| 6  | Francia (bandiera)              | C     | Jean-Victor Makengo |
| 7  | Nigeria (bandiera)              | A     | Isaac Success       |
| 8  | Bosnia ed Erzegovina (bandiera) | C     | Mato Jajalo         |
| 8  | Paesi Bassi (bandiera)          | D     | Marvin Zeegelaar    |
| 9  | Portogallo (bandiera)           | A     | Beto Betuncal       |
| 10 | Spagna (bandiera)               | A     | Gerard Deulofeu     |
| 11 | Brasile (bandiera)              | C     | Walace              |
| 13 | Italia (bandiera)               | D     | Destiny Udogie      |
| 14 | Irlanda (bandiera)              | D     | James Abankwah      |
| 15 | Portogallo (bandiera)           | D     | Leonardo Buta       |
| 17 | Paesi Bassi (bandiera)          | D     | Bram Nuytinck       |
| 18 | Argentina (bandiera)            | D     | Nehuén Pérez        |

| N. |                               | Ruolo | Calciatore                 |
| -- | ----------------------------- | ----- | -------------------------- |
| 19 | Paesi Bassi (bandiera)        | C     | Kingsley Ehizibue          |
| 20 | Italia (bandiera)             | P     | Daniele Padelli            |
| 21 | Norvegia (bandiera)           | C     | Martin Palumbo             |
| 23 | Camerun (bandiera)            | D     | Enzo Ebosse                |
| 24 | Germania (bandiera)           | C     | Lazar Samardžić            |
| 26 | Francia (bandiera)            | A     | Florian Thauvin            |
| 28 | Croazia (bandiera)            | D     | Filip Benković             |
| 29 | Slovenia (bandiera)           | C     | Jaka Bijol                 |
| 30 | Macedonia del Nord (bandiera) | A     | Ilija Nestorovski          |
| 37 | Argentina (bandiera)          | C     | Roberto Pereyra (capitano) |
| 39 | Portogallo (bandiera)         | A     | Vivaldo Semedo             |
| 50 | Brasile (bandiera)            | D     | Rodrigo Becão              |
| 67 | Francia (bandiera)            | D     | Axel Guessand              |
| 72 | Italia (bandiera)             | D     | Niccolò Cocetta            |
| 80 | Italia (bandiera)             | C     | Simone Pafundi             |
| 93 | Francia (bandiera)            | D     | Brandon Soppy              |
| 99 | Italia (bandiera)             | P     | Edoardo Piana              |

## Calciomercato

### Sessione estiva(dal 01/07 al 01/09)
| Acquisti         | Acquisti          | Acquisti         | Acquisti      |
| R.               | Nome              | da               | Modalità      |
| ---------------- | ----------------- | ---------------- | ------------- |
| D                | Jaka Bijol        | CSKA Mosca       | definitivo    |
| D                | Festy Ebosele     | Derby County     | definitivo    |
| D                | Enzo Ebosse       | Angers           | definitivo    |
| D                | Adam Masina       | Watford          | definitivo    |
| D                | Nehuén Pérez      | Atlético Madrid  | definitivo    |
| C                | Kingsley Ehizibue | Colonia          | definitivo    |
| C                | Sandi Lovric      | Lugano           | definitivo    |
| A                | Vivaldo Semedo    | Sporting Lisbona | definitivo    |
| Altre operazioni |                   |                  |               |
| R.               | Nome              | da               | Modalità      |
| D                | James Abankwah    | St Patrick's     | fine prestito |
| D                | Leonardo Buta     | Braga            | fine prestito |
| C                | Martin Palumbo    | Juventus U23     | fine prestito |
| A                | Riad Bajić        | Brescia          | fine prestito |
| A                | Cristo González   | Real Valladolid  | fine prestito |
| A                | Felipe Vizeu      | Yokohama FC      | fine prestito |

| Cessioni         | Cessioni            | Cessioni               | Cessioni                          |
| R.               | Nome                | a                      | Modalità                          |
| ---------------- | ------------------- | ---------------------- | --------------------------------- |
| D                | Filip Benković      | Eintracht Braunschweig | prestito.                         |
| D                | Pablo Marí          | Arsenal                | fine prestito                     |
| D                | Nahuel Molina       | Atlético Madrid        | definitivo.                       |
| D                | Brandon Soppy       | Atalanta               | definitivo.                       |
| D                | Jens Stryger Larsen | Trabzonspor            | svincolato                        |
| D                | Marvin Zeegelaar    |                        | svincolato                        |
| C                | Thomas Battistella  | Modena                 | definitivo                        |
| C                | Mamadou Coulibaly   | Salernitana            | definitivo                        |
| D                | Martin Palumbo      | Juventus               | prestito con diritto di riscatto. |
| A                | Ignacio Pussetto    | Watford                | fine prestito                     |
| Altre operazioni |                     |                        |                                   |
| R.               | Nome                | a                      | Modalità                          |
| P                | Antonio Santurro    |                        | svincolato                        |
| P                | Manuel Gasparini    | Potenza                | definitivo                        |
| C                | Marco Ballarini     | Trento                 | prestito                          |
| A                | Riad Bajić          | Giresunspor            | definitivo                        |
| A                | Cristo González     | Sporting Gijón         | fine prestito                     |
| A                | Simone Ianesi       | Trento                 | prestito                          |
| A                | Petar Mićin         | Napredak Kruševac      | definitivo                        |
| A                | Felipe Vizeu        | Sheriff Tiraspol       | definitivo                        |

### Sessione invernale(dal 02/01 al 31/01)
| Acquisti | Acquisti        | Acquisti | Acquisti   |
| R.       | Nome            | da       | Modalità   |
| -------- | --------------- | -------- | ---------- |
| A        | Florian Thauvin |          | svincolato |

| Cessioni | Cessioni            | Cessioni  | Cessioni   |
| R.       | Nome                | a         | Modalità   |
| -------- | ------------------- | --------- | ---------- |
| D        | Bram Nuytinck       | Sampdoria | definitivo |
| C        | Mato Jajalo         | Venezia   | definitivo |
| C        | Jean-Victor Makengo | Lorient   | definitivo |

### Operazioni successive alle due sessioni
| Acquisti | Acquisti         | Acquisti | Acquisti   |
| R.       | Nome             | da       | Modalità   |
| -------- | ---------------- | -------- | ---------- |
| D        | Marvin Zeegelaar |          | svincolato |

| Cessioni | Cessioni | Cessioni | Cessioni |
| R.       | Nome     | a        | Modalità |
| -------- | -------- | -------- | -------- |

## Risultati

### Serie A

#### Girone di andata
| Arbitro: | Marinelli (Tivoli) |

|                                              |           |                       |
| Hernández 12’ (rig.) Rebić 15’, 68’ Díaz 46’ | Marcatori | 2’ Becão 45+4’ Masina |

| Udine 20 agosto 2022, ore 18:30 CEST 2ª giornata | Udinese             | 0 – 0 referto | Salernitana | Dacia Arena (17 054 spett.)\| Arbitro: \| Aureliano (Bologna) \| |
| Arbitro:                                         | Aureliano (Bologna) |               |             |                                                                  |

| Arbitro: | Di Bello (Brindisi) |

|             |           |                     |
| Colpani 32’ | Marcatori | 36’ Beto 77’ Udogie |

| Arbitro: | Mariani (Aprilia) |

|          |           |  |
| Beto 17’ | Marcatori |  |

| Arbitro: | Maresca (Napoli) |

|                                                |           |  |
| Udogie 5’ Samardžić 56’ Pereyra 61’ Lovric 82’ | Marcatori |  |

| Arbitro: | Ayroldi (Molfetta) |

|              |           |                                 |
| Frattesi 33’ | Marcatori | 75’, 90+3’ Beto 90+1’ Samardžić |

| Arbitro: | Valeri (Roma 2) |

|                                            |           |            |
| Škriniar 22’ (aut.) Bijol 85’ Arslan 90+3’ | Marcatori | 5’ Barella |

| Arbitro: | Minelli (Varese) |

|          |           |                      |
| Doig 23’ | Marcatori | 70’ Beto 90+3’ Bijol |

| Arbitro: | Doveri (Roma 1) |

|                        |           |                               |
| Deulofeu 67’ Pérez 78’ | Marcatori | 36’ Lookman 56’ (rig.) Muriel |

| Roma 16 ottobre 2022, ore 15:00 CEST 10ª giornata | Lazio          | 0 – 0 referto | Udinese | Stadio Olimpico (47 000 spett.)\| Arbitro: \| Colombo (Como) \| |
| Arbitro:                                          | Colombo (Como) |               |         |                                                                 |

| Arbitro: | Marchetti (Ostia Lido) |

|              |           |                       |
| Deulofeu 26’ | Marcatori | 14’ Aina 69’ Pellegri |

| Cremona 30 ottobre 2022, ore 15:00 CET 12ª giornata | Cremonese        | 0 – 0 referto | Udinese | Stadio Giovanni Zini (12 810 spett.)\| Arbitro: \| Irrati (Pistoia) \| |
| Arbitro:                                            | Irrati (Pistoia) |               |         |                                                                        |

| Arbitro: | Fourneau (Roma 1) |

|          |           |             |
| Beto 68’ | Marcatori | 33’ Colombo |

| Arbitro: | Piccinini (Forlì) |

|          |           |            |
| Reca 33’ | Marcatori | 43’ Lovric |

| Arbitro: | Ayroldi (Molfetta) |

|                                     |           |                               |
| Osimhen 15’ Zieliński 31’ Elmas 58’ | Marcatori | 79’ Nestorovski 82’ Samardžić |

| Arbitro: | Serra (Torino) |

|             |           |             |
| Pereyra 70’ | Marcatori | 3’ Baldanzi |

| Arbitro: | Marchetti (Ostia Lido) |

|            |           |  |
| Danilo 86’ | Marcatori |  |

| Arbitro: | Volpi (Arezzo) |

|          |           |                       |
| Beto 10’ | Marcatori | 59’ Sansone 80’ Posch |

| Arbitro: | Mariani (Aprilia) |

|  |           |              |
|  | Marcatori | 88’ Ehizibue |

#### Girone di ritorno
| Arbitro: | Pairetto (Nichelino) |

|               |           |                 |
| Samardžić 21’ | Marcatori | 4’ (aut.) Becão |

| Arbitro: | Prontera (Bologna) |

|             |           |  |
| Karamoh 49’ | Marcatori |  |

| Arbitro: | Pezzuto (Lecce) |

|                     |           |                                |
| Udogie 1’ Bijol 28’ | Marcatori | 6’ Henrique 45+2’ (aut.) Pérez |

| Arbitro: | Dionisi (L'Aquila) |

|                                               |           |            |
| Lukaku 20’ (rig.) Mxit'aryan 73’ Martínez 89’ | Marcatori | 43’ Lovric |

| Arbitro: | Marchetti (Ostia Lido) |

|                      |           |               |
| Beto 22’ Pereyra 55’ | Marcatori | 6’, 72’ Nzola |

| Bergamo 4 marzo 2023, ore 18:00 CET 25ª giornata | Atalanta          | 0 – 0 referto | Udinese | Gewiss Stadium (18 475 spett.)\| Arbitro: \| Ghersini (Genova) \| |
| Arbitro:                                         | Ghersini (Genova) |               |         |                                                                   |

| Arbitro: | Cosso (Reggio Calabria) |

|  |           |           |
|  | Marcatori | 54’ Becão |

| Arbitro: | Doveri (Roma 1) |

|                                    |           |                          |
| Pereyra 9’ Beto 45+6’ Ehizibue 70’ | Marcatori | 45+4’ (rig.) Ibrahimović |

| Arbitro: | Ferrieri Caputi (Livorno) |

|                              |           |  |
| Posch 3’ Moro 12’ Barrow 49’ | Marcatori |  |

| Arbitro: | Massimi (Termoli) |

|                              |           |                         |
| Lovric 18’ Beto 90+2’ (rig.) | Marcatori | 48’ Colpani 56’ Rovella |

| Arbitro: | Giua (Olbia) |

|                                       |           |  |
| Bove 37’ Pellegrini 55’ Abraham 90+1’ | Marcatori |  |

| Arbitro: | Fourneau (Roma 1) |

|                                    |           |  |
| Samardžić 2’ Pérez 27’ Success 36’ | Marcatori |  |

| Arbitro: | Marchetti (Ostia Lido) |

|                      |           |  |
| Strefezza 62’ (rig.) | Marcatori |  |

| Arbitro: | Abisso (Palermo) |

|            |           |             |
| Lovric 13’ | Marcatori | 52’ Osimhen |

| Arbitro: | Baroni (Firenze) |

|                       |           |  |
| Pereyra 9’ Masina 34’ | Marcatori |  |

| Arbitro: | Paterna (Teramo) |

|                                |           |  |
| Castrovilli 7’ Bonaventura 90’ | Marcatori |  |

| Arbitro: | Pairetto (Nichelino) |

|  |           |                     |
|  | Marcatori | 61’ (rig.) Immobile |

| Arbitro: | Baroni (Firenze) |

|                                              |           |                               |
| Kastanos 43’ Candreva 57’ Troost-Ekong 90+6’ | Marcatori | 25’ Zeegelaar 30’ Nestorovski |

| Arbitro: | Guida (Torre Annunziata) |

|  |           |            |
|  | Marcatori | 68’ Chiesa |

### Coppa Italia
| Arbitro: | Cosso (Reggio Calabria) |

|                                 |           |               |
| Deulofeu 12’ (rig.) Success 64’ | Marcatori | 67’ Siligardi |

| Arbitro: | Dionisi (L'Aquila) |

|                |           |                                   |
| Pérez 49’, 68’ | Marcatori | 45’ Valoti 70’ Molina 72’ Petagna |

## Statistiche

### Statistiche di squadra
| Competizione | Punti | In casa | In casa | In casa | In casa | In casa | In casa | In trasferta | In trasferta | In trasferta | In trasferta | In trasferta | In trasferta | Totale | Totale | Totale | Totale | Totale | Totale | DR |
| Competizione | Punti | G       | V       | N       | P       | Gf      | Gs      | G            | V            | N            | P            | Gf           | Gs           | G      | V      | N      | P      | Gf     | Gs     | DR |
| ------------ | ----- | ------- | ------- | ------- | ------- | ------- | ------- | ------------ | ------------ | ------------ | ------------ | ------------ | ------------ | ------ | ------ | ------ | ------ | ------ | ------ | -- |
| Serie A      | 46    | 19      | 6       | 9       | 4       | 30      | 20      | 19           | 5            | 4            | 10           | 17           | 28           | 38     | 11     | 13     | 14     | 47     | 48     | -1 |
| Coppa Italia | -     | 2       | 1       | 0       | 1       | 4       | 4       | 0            | 0            | 0            | 0            | 0            | 0            | 2      | 1      | 0      | 1      | 4      | 4      | 0  |
| Totale       | -     | 21      | 7       | 9       | 5       | 34      | 24      | 19           | 5            | 4            | 10           | 17           | 28           | 40     | 12     | 13     | 15     | 51     | 52     | -1 |

### Andamento in campionato
| Giornata  | 1  | 2  | 3  | 4 | 5 | 6 | 7 | 8 | 9 | 10 | 11 | 12 | 13 | 14 | 15 | 16 | 17 | 18 | 19 | 20 | 21 | 22 | 23 | 24 | 25 | 26 | 27 | 28 | 29 | 30 | 31 | 32 | 33 | 34 | 35 | 36 | 37 | 38 |
| --------- | -- | -- | -- | - | - | - | - | - | - | -- | -- | -- | -- | -- | -- | -- | -- | -- | -- | -- | -- | -- | -- | -- | -- | -- | -- | -- | -- | -- | -- | -- | -- | -- | -- | -- | -- | -- |
| Luogo     | T  | C  | T  | C | C | T | C | T | C | T  | C  | T  | C  | T  | T  | C  | T  | C  | T  | C  | T  | C  | T  | C  | T  | T  | C  | T  | C  | T  | C  | T  | C  | C  | T  | C  | T  | C  |
| Risultato | P  | N  | V  | V | V | V | V | V | N | N  | P  | N  | N  | N  | P  | N  | P  | P  | V  | N  | P  | N  | P  | N  | N  | V  | V  | P  | N  | P  | V  | P  | N  | V  | P  | P  | P  | P  |
| Posizione | 11 | 12 | 10 | 8 | 4 | 4 | 3 | 3 | 4 | 6  | 6  | 7  | 8  | 8  | 8  | 8  | 8  | 7  | 7  | 7  | 8  | 7  | 10 | 9  | 10 | 10 | 8  | 10 | 10 | 11 | 9  | 12 | 12 | 8  | 12 | 12 | 12 | 12 |

Fonte:  Serie A – Classifica, su legaseriea.it.
Legenda:

Luogo: C = Casa; T = Trasferta. Risultato: V = Vittoria; N = Pareggio; P = Sconfitta.

### Statistiche dei giocatori
Statistiche aggiornate al 4 giugno 2023.
Sono in corsivo i calciatori che hanno lasciato la società a stagione in corso.
| Giocatore      | Serie A  | Serie A | Serie A     | Serie A    | Coppa Italia | Coppa Italia | Coppa Italia | Coppa Italia | Totale   | Totale | Totale      | Totale     |
| Giocatore      | Presenze | Reti    | Ammonizioni | Espulsioni | Presenze     | Reti         | Ammonizioni  | Espulsioni   | Presenze | Reti   | Ammonizioni | Espulsioni |
| -------------- | -------- | ------- | ----------- | ---------- | ------------ | ------------ | ------------ | ------------ | -------- | ------ | ----------- | ---------- |
| J. Abankwah    | 2        | 0       | 0           | 0          | 0            | 0            | 0            | 0            | 2        | 0      | 0           | 0          |
| T. Arslan      | 36       | 1       | 3           | 0          | 1            | 0            | 0            | 0            | 37       | 1      | 3           | 0          |
| R. Becão       | 28       | 2       | 11          | 1          | -            | -            | -            | -            | 28       | 2      | 11          | 1          |
| F. Benković    | 0        | 0       | 0           | 0          | 0            | 0            | 0            | 0            | 0        | 0      | 0           | 0          |
| Beto           | 33       | 10      | 2           | 0          | 1            | 0            | 0            | 0            | 34       | 10     | 2           | 0          |
| J. Bijol       | 32       | 3       | 9           | 0          | 1            | 0            | 0            | 0            | 33       | 3      | 9           | 0          |
| L. Buta        | 2        | 0       | 0           | 0          | -            | -            | -            | -            | 2        | 0      | 0           | 0          |
| N. Cocetta     | 1        | 0       | 0           | 0          | -            | -            | -            | -            | 1        | 0      | 0           | 0          |
| G. Deulofeu    | 16       | 2       | 2           | 0          | 2            | 1            | 1            | 0            | 18       | 3      | 3           | 0          |
| F. Ebosele     | 17       | 0       | 4           | 0          | 1            | 0            | 0            | 0            | 18       | 0      | 4           | 0          |
| E. Ebosse      | 20       | 0       | 3           | 0          | 2            | 0            | 0            | 0            | 22       | 0      | 3           | 0          |
| K. Ehizibue    | 27       | 2       | 7           | 0          | 1            | 0            | 0            | 0            | 28       | 2      | 7           | 0          |
| A. Guessand    | 1        | 0       | 0           | 0          | 0            | 0            | 0            | 0            | 1        | 0      | 0           | 0          |
| M. Jajalo      | 3        | 0       | 0           | 0          | 1            | 0            | 0            | 0            | 4        | 0      | 0           | 0          |
| S. Lovric      | 37       | 5       | 4           | 0          | 2            | 0            | 0            | 0            | 39       | 5      | 4           | 0          |
| J.-V. Makengo  | 16       | 0       | 2           | 0          | 1            | 0            | 0            | 0            | 17       | 0      | 2           | 0          |
| A. Masina      | 14       | 2       | 2           | 0          | 1            | 0            | 0            | 0            | 15       | 2      | 2           | 0          |
| I. Nestorovski | 21       | 2       | 3           | 0          | 2            | 0            | 0            | 0            | 23       | 2      | 3           | 0          |
| B. Nuytinck    | 6        | 0       | 1           | 0          | 2            | 0            | 0            | 0            | 8        | 0      | 1           | 0          |
| D. Padelli     | 0        | 0       | 0           | 0          | 1            | -3           | 0            | 0            | 1        | -3     | 0           | 0          |
| S. Pafundi     | 8        | 0       | 0           | 0          | 0            | 0            | 0            | 0            | 8        | 0      | 0           | 0          |
| M. Palumbo     | 0        | 0       | 0           | 0          | 0            | 0            | 0            | 0            | 0        | 0      | 0           | 0          |
| R. Pereyra     | 34       | 5       | 7           | 0          | 2            | 0            | 0            | 0            | 36       | 5      | 7           | 0          |
| N. Pérez       | 34       | 2       | 7           | 1          | 2            | 2            | 2            | 0            | 36       | 4      | 9           | 1          |
| E. Piana       | 0        | 0       | 0           | 0          | 0            | 0            | 0            | 0            | 0        | 0      | 0           | 0          |
| L. Samardžić   | 37       | 5       | 1           | 0          | 2            | 0            | 0            | 0            | 39       | 5      | 1           | 0          |
| V. Semedo      | 5        | 0       | 0           | 0          | -            | -            | -            | -            | 5        | 0      | 0           | 0          |
| M. Silvestri   | 38       | -48     | 0           | 0          | 1            | -1           | 0            | 0            | 39       | -49    | 0           | 0          |
| B. Soppy       | 1        | 0       | 1           | 0          | 1            | 0            | 0            | 0            | 2        | 0      | 1           | 0          |
| I. Success     | 30       | 1       | 4           | 0          | 2            | 1            | 0            | 0            | 32       | 2      | 4           | 0          |
| F. Thauvin     | 16       | 0       | 1           | 0          | -            | -            | -            | -            | 16       | 0      | 1           | 0          |
| D. Udogie      | 33       | 3       | 5           | 0          | 1            | 0            | 0            | 0            | 34       | 3      | 5           | 0          |
| Walace         | 37       | 0       | 6           | 0          | 0            | 0            | 0            | 0            | 37       | 0      | 6           | 0          |
| M. Zeegelaar   | 7        | 1       | 2           | 1          | -            | -            | -            | -            | 7        | 1      | 2           | 1          |